# Durasca
Der Durasca ist ein rechter Nebenfluss der Vara, der in der italienischen Region Ligurien verläuft.

## Verlauf
Die Quelle des Durasca liegt in der Nähe der Siedlung Foce di Spezia in der Provinz La Spezia im nördlichen Gemeindegebiet der Stadt La Spezia. Auf dem acht Kilometer langen Flussverlaufs passiert sie die Gemeinden La Spezia, Vezzano Ligure und Follo.
Das Tal des Durasca (im Italienischen: Val Durasca bzw. Valdurasca) markiert die Verwaltungsgrenze zwischen den Gemeinden Vezzano Ligure und Follo.
Schließlich mündet er bei San Martino di Durasca (Gemeinde Follo, Ortsteil Piano di Follo) als rechter Nebenfluss in den Vara, der wenige Meter später in den Magra mündet.

## Bilder

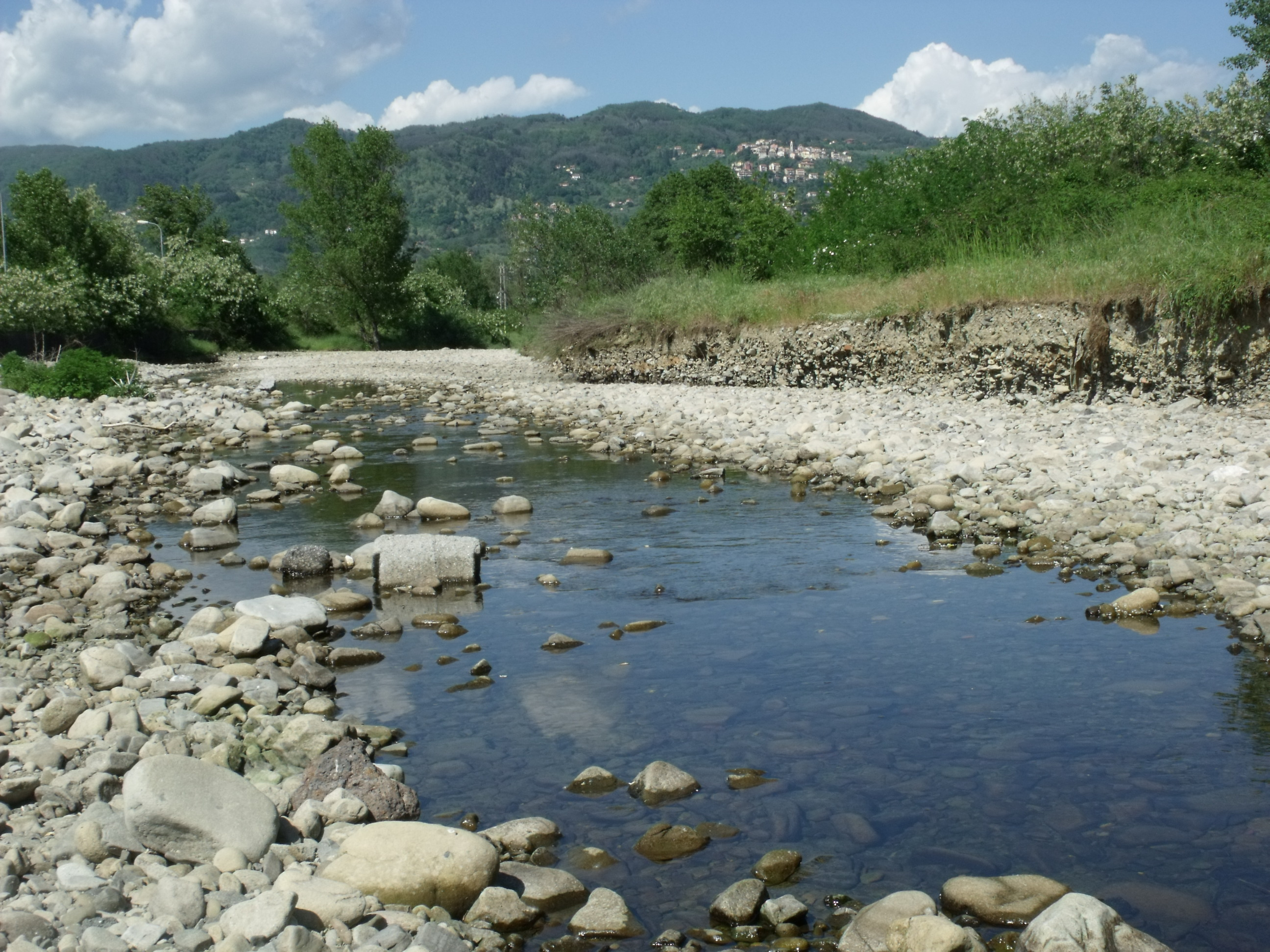
Der Durasca während der Trockenzeit bei Piano di Follo (Gemeinde Follo), kurz vor der Mündung in den Vara
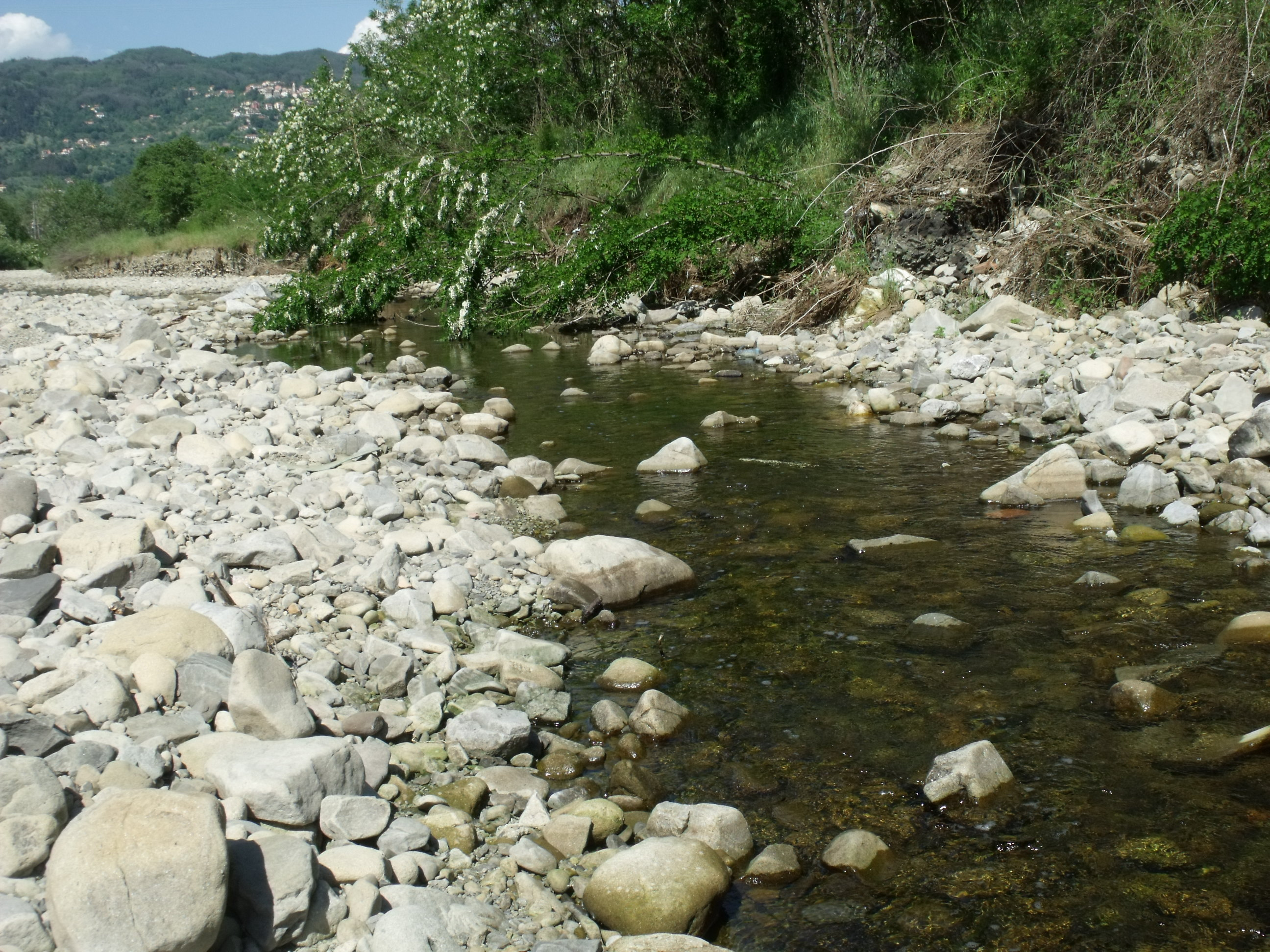
Der Durasca während der Trockenzeit bei Piano di Follo (Gemeinde Follo), kurz vor der Mündung in den Vara